# Little Darlin'
Little Darlin es una canción estadounidense popular y éxito en la lista Top 40 durante 11 semanas, aunque nunca fue más allá del número 41. Fue escrita por Maurice Williams, tanto con melodía como con acompañamiento de armonía vocal, enfatizando en clave de ritmo, y fue lanzada en 1957 al estilo rhythm and blues por el grupo The Gladiolas, el mismo que después cambió su nombre a The Zodiacs.
Posteriormente, el grupo The Diamonds lanzó su versión del tema y consiguió permanecer durante 8 semanas en la lista Billboard Hot 100. Elvis Presley la agregó a su repertorio durante sus últimos conciertos, y una versión en vivo fue agregada a su último disco en vida, Moody Blue, así como las Lennon Sisters interpretaron una apreciada pero corta versión que rodaron durante su propio espectáculo musical, emitido desde 1969 hasta 1970 en la cadena de radio y televisión estadounidense ABC. En 1969, fue interpretada por el grupo Sha Na Na en el festival de Woodstock y asimismo, se encuentra dentro de los 100 grandes éxitos del género doo wop.